# La ricerca della verità
La ricerca della verità. Dove trattiamo della natura dello spirito dell'uomo e dell'uso che egli deve farne per evitare errori nelle scienze' è un'opera del filosofo francese Nicolas Malebranche, composta tra il 1674 e il 1675. 

## Struttura e contenuto dell'opera
L'opera si compone di sei libri e da Chiarimenti.
Nel capitolo IV del libro I, Malebranche espone il programma del trattato come segue: “Parleremo in primo luogo degli errori dei sensi; in secondo luogo, errori dell'immaginazione; in terzo luogo, errori della pura comprensione; in quarto luogo, errori di inclinazioni; in quinto luogo, gli errori delle passioni; infine, dopo aver cercato di liberare la mente dagli errori a cui è soggetta, daremo un metodo generale per comportarsi nella ricerca della verità."

## Temi dell'opera

### Libro I

#### Errore dei sensi
Nel primo libro, dedicato agli errori dei sensi, Malebranche comincia col presentarsi come filosofo cristiano, sostenendo che la libertà, cioè l'uso improprio della volontà, è la vera causa dei nostri errori.
Analizza poi gli errori della vista rispetto all'estensione in sé, gli errori degli occhi rispetto alle figure (i limiti della percezione rispetto alle più piccole e l'imprecisione rispetto alle grandi), gli errori visivi rispetto alla grandezza o velocità del movimento considerato in sé e allo stato di quiete. Poi passa agli errori riguardanti le qualità sensibili. Qui Malebranche dimostra che sono i falsi giudizi che accompagnano le nostre sensazioni e che noi confondiamo con esse a essere la causa dei suoi errori, e non la sensazione in sé.
Nel capitolo XVI, Malebranche dimostra che gli errori dei sensi servono come principi generali per trarre conclusioni false, le quali a loro volta servono come principi. Ne deduce che le forme sostanziali e altri errori della scolastica ne furono la conseguenza.
In campo morale, egli ritiene che i sensi offrano solo beni falsi, da cui derivano gli errori degli epicurei e degli stoici, che preferiscono questi beni falsi a Dio (che costituisce l'unico vero Bene).
I sensi sono quindi all'origine di errori le cui conseguenze vanno ben oltre la sensazione e si estendono ai campi della conoscenza e della moralità.
Alla fine del Libro I, Malebranche conclude che dobbiamo dubitare di ciò che ci dicono i nostri sensi e limitare il più possibile il loro uso alla conservazione del nostro corpo.

### Libro II

#### Immaginazione
Il libro II è dedicato agli errori dell'immaginazione. Malebranche inizia sviluppando una teoria puramente fisiologica dell'immaginazione basata sulla teoria degli spiriti animali di Cartesio. L'aria, il chilo, i nervi, ma anche il vino sono cause di mutamento delle menti indipendenti dalla volontà ma soggette alla provvidenza.
Malebranche analizza poi le cause psicologiche che influenzano le fibre del cervello a lungo termine, come la memoria, le abitudini, ecc. Sottoponendo questa analisi alle variazioni di età e di sesso, esamina le comunicazioni tra il cervello della madre e del bambino, tra il cervello e le altre parti del corpo, e vede nell'influenza dell'immaginazione una spiegazione per la generazione di bambini mostruosi.
Analizza poi i cambiamenti nell'immaginazione del bambino attraverso l'influenza della madre e delle persone a lui vicine. Poi arrivano i cambiamenti dell'immaginazione sotto l'influenza dello studio e della lettura. Lì critica la sottomissione all'autorità, i commentatori servili e, al contrario, gli inventori di nuovi sistemi che il più delle volte si preoccupano solo delle proprie fantasie e, infine, gli scettici che "considerano tutto ciò che viene loro detto come semplici opinioni".
Infine, dopo aver considerato la facoltà di imitazione come origine della comunicazione degli errori che dipendono dalla potenza dell'immaginazione, Malebranche analizza "la comunicazione contagiosa delle immaginazioni forti". Distinguendo i veri pazzi dagli altri, analizza il loro potere di persuasione attraverso la critica severa di alcuni autori come Tertulliano e Seneca, ma anche di stregoni e lupi mannari, che sono puri prodotti di una fantasia incontrollata. Il libro si conclude con un avvertimento contro le visioni dell'immaginazione e la loro comunicazione ad altri uomini.
Se il Libro II, tipico della filosofia classica e del razionalismo, è caratterizzato da una critica virulenta dell'immaginazione, sempre sospettata di turbare il buon funzionamento dell'intelletto, Malebranche si distingue per il suo approccio positivo e fisiologico alle funzioni cerebrali, per la finezza delle sue analisi e il senso dell'osservazione e infine per la volontà di concepire l'immaginazione e i suoi disordini come segno della caduta dell'uomo e della presenza in lui del peccato originale di cui difende, come Sant'Agostino, la teoria della propagazione sessuale.

### Libro III

#### Dell'intelletto o spirito puro
Nella prima parte Malebranche presenta una teoria dell'intelletto o "spirito puro" vicina a quella di Cartesio.
Considerando il pensiero come la parte essenziale della mente, di cui la sensazione e l'immaginazione non sono che modificazioni, Malebranche pensa, come Cartesio, che la limitazione della mente, limitata e incapace di comprendere ciò che proviene dall'infinito, è all'origine degli errori dell'intelletto. Ma da ciò trae una conclusione poco cartesiana: essendo Dio infinito, la mente finita deve essere sottoposta alla fede per evitare di cadere nell'eresia.
Criticando poi i filosofi che più spesso sprofondano nella confusione per mancanza di metodo e di applicazione nei loro studi, elogia, seguendo Cartesio, i geometri "principalmente quelli che usano l'algebra e l'analisi" e pensa che il metodo geometrico, a differenza della logica di Aristotele, accresca la forza della mente. Infine, la volontà, con la sua incostanza, conduce la mente verso i piaceri terreni e la allontana dalla contemplazione delle idee pure, tra le quali si trovano le più grandi verità della morale cristiana.
La seconda parte espone la teoria delle idee in Dio, che costituisce il contributo più originale di Malebranche alla storia della filosofia.
Malebranche sostiene che non possiamo percepire di per sé gli oggetti che si trovano al di fuori di noi. Non sono dunque gli oggetti che l'anima percepisce, ma le idee dei suoi oggetti. Possiamo quindi percepire "le cose che sono fuori dell'anima" solo per mezzo delle idee. Queste cose sono di due tipi: spirituali e materiali. Se le cose spirituali non hanno bisogno di idee per comunicarsi, la mente può vedere in Dio solo le idee spirituali o le rappresentazioni degli esseri creati. In Dio, quindi, non vediamo l'essenza o la sostanza divina, ma "la materia divisibile, figurata, ecc." Secondo Malebranche, questa teoria, che sfida il buon senso, ha il vantaggio di porre "gli spiriti creati in completa dipendenza da Dio". Malebranche si pone poi in relazione a Sant'Agostino: mentre quest'ultimo pensa che vediamo in Dio le verità eterne, egli pensa che vediamo in Dio anche le cose mutevoli e corruttibili. Malebranche non nega quindi l'esistenza del mondo materiale, nega solo che possiamo percepirlo direttamente, senza passare attraverso la visione in Dio. Dio dunque illumina la mente mediante la sua stessa sostanza, perché essendo intelligibile da sé stesso, non ha bisogno di idee per comunicarsi. L'uomo trae quindi tutta la sua conoscenza dall'unione del suo spirito con Dio. Un'altra conseguenza: conosciamo Dio da sé stesso, anche se in modo molto imperfetto, mentre «conosciamo le cose corporee attraverso le loro idee, cioè in Dio, poiché è solo Dio che contiene il mondo intelligibile, dove si trovano le idee di tutte le cose». Quanto all'anima, non la vediamo attraverso la sua idea in Dio, ma la conosciamo solo attraverso la coscienza. "Della nostra anima sappiamo solo ciò che sentiamo accadere dentro di noi." Questa conoscenza è quindi molto imperfetta e non raggiunge il grado di certezza con cui conosciamo idee come l'estensione. Infine, "le idee che rappresentano qualcosa al di fuori di noi non sono modificazioni della nostra anima". Tuttavia, la conoscenza che l'anima ha di se stessa attraverso "il sentimento interiore è sufficiente a dimostrare la sua immortalità, spiritualità, libertà". Ma mentre questa conoscenza è imperfetta, ma vera, la conoscenza che abbiamo dei corpi attraverso lo stesso sentimento non solo è imperfetta, ma falsa. L’idea che abbiamo dei corpi corregge quindi “i sentimenti che abbiamo di essi”.
Quanto alle anime degli altri uomini e delle intelligenze pure (le intelligenze incorporee o angeliche), non le conosciamo né in se stesse, né attraverso le loro idee, né attraverso la coscienza, ma solo per congettura, attribuendo loro i nostri sentimenti. Queste supposizioni sono spesso false, come pensare che gli altri debbano avere le mie stesse simpatie o antipatie.
Identificando Dio con l'idea generale dell'essere, egli ne fa tuttavia "una delle cause principali di tutte le astrazioni disordinate della mente e di conseguenza di tutta questa filosofia astratta e chimerica" (aristotelismo) che abusa "dei termini generali di atto, potenza, causa, effetto, forme sostanziali, facoltà, qualità occulte, ecc." Egli li contrappone all'uso di idee distinte quali figura, divisibilità, impenetrabilità ed estensione, che "sono l'essenza della materia". Soltanto le sue idee reali possono produrre una vera scienza, mentre "le idee generali e logiche non produrranno mai altro che una scienza vaga, superficiale e sterile".

### Libro IV

#### Inclinazioni o movimenti naturali della mente
Questo libro tratta delle inclinazioni che sono per le menti ciò che i movimenti sono per i corpi. Si tratta dell'inclinazione al bene, della curiosità, dell'autostima e dei falsi giudizi che essa provoca quando ci poniamo al di sopra degli altri, della scienza e dei giudizi dei falsi studiosi, delle inclinazioni alla dignità, alla ricchezza, ai piaceri che ci impediscono di scoprire la verità e che perciò dobbiamo fuggire, dell'amicizia che ci spinge ad approvare i pensieri dei nostri amici e a ingannarli con falsi elogi. Senza disapprovare fondamentalmente queste inclinazioni, Malebranche sottolinea le debolezze di una mente costantemente soggetta all'errore e al peccato.
"È una verità incontestabile che Dio non può avere altro fine principale delle sue operazioni che se stesso, e che può avere diversi fini meno principali, che tendono tutti alla conservazione degli esseri che ha creato. Non può avere altro fine principale che se stesso; perché non può sbagliare, o porre il suo fine ultimo in esseri che non contengono tutti i tipi di beni."

### Libro V

#### Passioni
Questo libro parla delle passioni a cui dobbiamo costantemente resistere. Malebranche critica l'ammirazione e i suoi effetti negativi, ma ne mostra anche l'uso positivo, per poi esaminare l'amore e l'avversione. Le passioni che hanno per oggetto il male sono le più pericolose, mentre le passioni più vive e sensibili sono quelle meno accompagnate dalla conoscenza.

### Libro VI

#### Del Metodo
Questo libro affronta il tema dei metodi per preservare le prove nella ricerca della verità. Se le passioni e i sensi possono essere messi al servizio dell'attenzione della mente, Malebranche insiste sull'utilità della geometria, dell'aritmetica e dell'algebra per aumentare la portata e la capacità della mente o per risolvere problemi meccanici. Egli dimostra che gli errori dei filosofi della scuola derivano dal mancato rispetto delle regole che Cartesio osservava molto bene riguardo alle idee chiare e distinte, in contrapposizione alle idee false e confuse dei sensi e alle idee vaghe e indeterminabili della logica pura, che hanno origine nei principi della filosofia di Aristotele, da lui direttamente criticata.